# 2005年の沖縄近海における台湾漁船の抗議行動
2005年の沖縄近海における台湾漁船の抗議行動は、台湾（中華民国）宜蘭県蘇澳鎮の漁船団による日本の海上取締り活動に対する抗議行動。
この抗議行動は日本と台湾が設定した排他的経済水域が重複していることから台湾漁船の拿捕が相継いだことに対する不満への抗議活動である。これは尖閣諸島の領有権問題の他に、日本統治下で台湾漁民が漁業を行なっていた海域であることからの漁業権主張が複合された問題となっている。

## 抗議行動
2005年6月9日、台湾宜蘭県の漁船が抗議のため船団を組織し彭佳嶼から尖閣諸島にかけての海域に移動、日本の海上保安庁の巡視船を取り囲むなど一時緊迫したが、最終的に海巡署の警備艇が漁船団を台湾方面に誘導することで穏便に収拾した。この活動は9日早朝から午後にかけて行なわれ、約50隻程度が参加したと見られる。

## その後の波紋
2005年6月9日、国民党は陳傑が「日本が横暴な手段を取り続けるなら、台湾は海軍を派遣して漁民を守るべきだ」「戦争も辞さない覚悟がある」と発言するなど、民進党の陳水扁政権に対し批判を強めた。また漁民側も中国側の関心を五星紅旗を挙げることもありうると示唆するなど国際問題として顕在化する恐れが出てきた。
また18日深夜、宮古島東の海域で海上保安庁の巡視艇が台湾の漁船「金明財11号」を拿捕。平良海上保安署は拿捕した漁船の船長を漁業法違反で逮捕した。これを受けて21日から台湾漁民による日本側の漁船と巡視艇に対する取り締まり活動を行うことを表明した。
21日、国防部長の李傑と、立法院長の王金平、民進党の李文忠、中国国民党の周錫瑋、親民党の林郁方を含む立法院国防委員会の超党派の15名は報道陣70名と共に射程80キロの対艦ミサイル雄風三型を搭載した3855トンの済陽級フリゲート鳳陽に乗船して蘇澳港を朝9時半に出発。11時にもう1隻のフリゲート、その後2隻の沿岸警備局の船舶が合流し尖閣諸島周辺海域へと出発した。そして尖閣諸島近海の台湾側防空識別圏付近で国民党など野党連立は目的地到達間近に記者達を後部飛行甲板に集め、海軍の帽子とウインドブレーカーを着用した上で、中華民国の国旗を手に「歴史的、地理的、法的に釣魚島は中華民国の領土」という王金平の発言に続き野党議員による国家主権を守れというシュプレヒコールを行った。
一方、大野功統・防衛庁長官は記者会見で日本政府から「無用の緊張を高めるので冷静に対処してもらいたい」と申し入れをした際、台湾側からは一連の抗議活動について「挑発する意図は全くない」と説明があったという。
当時台北市長であった馬英九も「台湾は日本と交戦することを躊躇してならず、台湾は東京に対し漁業域の確定を要求すべき」と国民党主席の座を争う王金平を意識した発言をしている。